# Anguloscalpellum gorgoniophilum
Anguloscalpellum gorgoniophilum är en kräftdjursart som först beskrevs av Henry Augustus Pilsbry 1907.  Anguloscalpellum gorgoniophilum ingår i släktet Anguloscalpellum och familjen Scalpellidae. Inga underarter finns listade i Catalogue of Life.